# Шариатпур-Садар
Шариатпур-Садар (бенг. শরিয়তপুর সদর, англ. Shariatpur Sadar) — подокруг в центральной части Бангладеш. Входит в состав округа Шариатпур. Административный центр — город Шариатпур. Площадь подокруга — 175,08 км². По данным переписи 1991 года численность населения подокруга составляла 161 962 человека. Плотность населения равнялась 925 чел. на 1 км². Уровень грамотности населения составлял 25,3 %. Религиозный состав: мусульмане — 92,20 %, индуисты — 7,40 %, прочие — 0,40 %.